# Dinero en efectivo

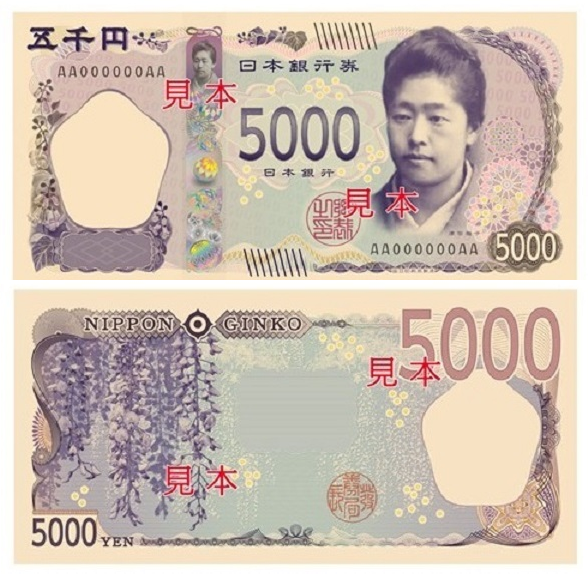
Nuevos billetes japoneses de 5000 yenes.

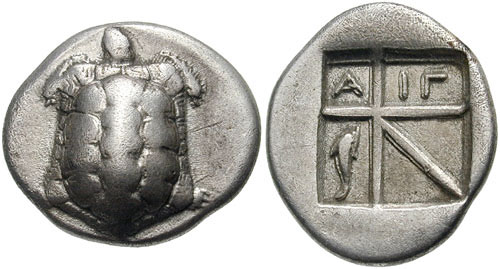
Dracma griego de Egina del año 700 a. C.

El dinero en efectivo (habitualmente denominado solo efectivo), dinero en metálico, o cash, es el dinero en forma de monedas o papel moneda (billetes) que se utiliza para realizar pagos y depósitos.
Es el dinero que se lleva encima, en la billetera o en el bolsillo del pantalón y que, por lo tanto, no está forzosamente en una base de datos de un banco u otra entidad financiera. Una expresión más informal con el mismo significado es la de dinero contante y sonante, así como el metálico al haber nacido en base al patrón oro y plata, entre otros metales, de las monedas.
El efectivo está constituido por la moneda de curso legal, que es acuñada por una entidad encargada su emisión, y que estará disponible de inmediato para su operación. En la masa monetaria se consideran como tales las monedas, billetes, depósitos bancarios en sus cuentas de cheque, giros bancarios, remesas en tránsito, divisa extranjeras y los metales preciosos amonedados.
En economía, el dinero efectivo es considerado de mucha más liquidez que otras formas de representaciones de valor económico, incluso más que el denominado «dinero bancario».
Además se considera como el medio de cambio más generalmente aceptado para el pago de bienes y servicios y la amortización de deudas. El efectivo también sirve como medida del valor para tasar el precio económico relativo de los distintos bienes y servicios. El número de unidades monetarias requeridas para comprar un bien se denomina precio del bien. Sin embargo, la unidad monetaria utilizada como medida del valor no tiene por qué ser utilizada como medio de cambio. Durante el periodo en que América del Norte era una colonia, por ejemplo, la moneda española era un importante medio de cambio mientras que la libra esterlina británica era el patrón de medida del valor.

## Uso
Las funciones del dinero como medio de cambio y medida del valor facilitan el intercambio de bienes y servicios y la especialización de la producción. Sin la utilización del dinero, el comercio se reduciría al trueque o intercambio directo de un bien por otro; este era el método utilizado por la gente primitiva y, de hecho, el trueque se sigue empleando en algunos lugares. En una economía de trueque, una persona que tiene algo con lo que comerciar ha de encontrar a otra persona que quiera eso mismo y que tenga algo aceptable para ofrecerle a cambio. En una economía monetaria, el propietario de un bien puede venderlo a cambio de dinero, que se acepta como pago, y así evita gastar el tiempo y el esfuerzo que requeriría encontrar a alguien que le ofreciese un intercambio aceptable. Por lo tanto, el dinero se considera como la pieza clave de la vida económica moderna.
En otras palabras, las funciones que el dinero debía desempeñar y que actualmente desempeña son las siguientes:
- Medio de intercambio, o medio por el cual se puedan adquirir todos y cada uno de los bienes y servicios;
- Unidad de contabilidad, es decir, que pueda subdividirse tanto como se quiera para representar los diversos conjuntos de artículos;
- Depósito de valor y estándar de pagos aplazados, es decir, que permita conservar un poder adquisitivo generalizado para satisfacer necesidades futuras. Un estándar de pagos aplazados hace que sea posible aceptar, en lugar de dinero propiamente dicho, un acuerdo o contrato institucionalmente aprobado para la entrega de cantidades específicas de poder adquisitivo, transferidas a una fecha futura.

Como puede observarse, que el dinero pueda cumplir esas funciones depende de que toda la gente esté dispuesta a aceptarlo como tal. Esto es, que esté dispuesta a cambiar cualquier bien o servicio por él. Por esto las sociedades antiguas adoptaron en primer término algún artículo muy deseado para depositar en él las funciones del dinero: granos de cacao en la Mesoamérica antigua, piedras y conchas en las Islas del Pacífico y metales preciosos en los países del Mediterráneo. Más recientemente, la mayor parte de las sociedades desarrollaron sistemas de intercambio basados en metales y para fines de contabilidad se usaron unidades de peso de esos metales o monedas. Esto se hizo para mayor comodidad y para establecer la idea del dinero como algo regulado por la autoridad política (rey, príncipe u otra) que acuñaba las monedas y garantizaba su tamaño uniforme y el contenido también uniforme de algún metal precioso.

## Importancia
El crédito, o la utilización de una promesa de pago futuro, es un complemento valiosísimo del dinero en la actualidad. La mayor parte de las transacciones económicas se hacen mediante instrumentos crediticios más que con monedas. Los depósitos bancarios se introducen generalmente en la estructura monetaria de un país; el término «oferta monetaria» refleja el dinero en circulación más los depósitos bancarios.
El valor real del dinero queda determinado por su poder adquisitivo, que a su vez depende del nivel general de precios. Según la teoría cuantitativa del dinero, los precios se determinan, en gran parte o en su totalidad, por el volumen de dinero en circulación. Sin embargo, la evidencia empírica demuestra que a la hora de determinar el nivel general de precios es tan importante la velocidad de circulación del dinero como el volumen de producción de bienes y servicios. El volumen y la velocidad de circulación de los depósitos bancarios también son relevantes.

## Orígenes del dinero
El primer lugar donde aparece el dinero materializado es en China, donde las monedas eran de madera, lo que generó que la reproducción por cualquier individuo sea muy sencilla, originándose el primer caso de inflación del mundo.
En la Mesopotamia, unos 3000 a. C., ya utilizaban bloques de plata para el comercio de bienes, usando así una cuasi moneda.
Con el advenimiento de la civilización griega, surge la normalización de monedas donde ya son acuñadas en metal, dificultando así su reproducción no oficial.

## Iniciativas contra el dinero en efectivo
En los últimos años han aparecido ciertos grupos de poder declarando la guerra al dinero en efectivo (war on cash), principalmente a instancias de la ley FATCA y de algunas entidades financieras. De acuerdo con éstas, si desaparece llegaríamos a estar en una sociedad sin efectivo (cashless society) que es aquella en la que se llevado a cabo la eliminación, abolición o prohibición del dinero en efectivo -monedas o billetes (papel moneda)- para todos los pagos en metálico, ya sean intercambios económicos personales, comerciales y financieros; de tal forma que sólo se utilizarían exclusivamente los medios de pago electrónico y digitales: tarjetas de pago, de crédito o débito, transferencias electrónicas, dinero digital o electrónico como el bitcoin.
La eliminación del dinero en efectivo favorece la efectividad de las política monetarias y económicas de los bancos y de los gobiernos de los distintos estados. Puede perjudicar a los ciudadanos ya que facilita una vigilancia masiva, pudiendo poner en cuestión algunas de las libertades básicas; impide la retirada en efectivo frente a una crisis bancaria o pánico bancario y facilita que los bancos pueden penalizar los ahorros con intereses negativos. Algunos autores, como Fernando Zunzunegui, consideran inmoral la eliminación de efectivo por dotar de excesivo poder a las entidades e instituciones financieras, mientras que los desbancarizados se encuentran impedidos o desempoderados a la hora de participar de una economía de la que también forman parte. Otros autores, como Kenneth Rogoff, sostienen que el dinero en metálico es el principal causante de la evasión de impuestos y de la economía sumergida e ilegal.

## Iniciativas a favor del dinero en efectivo
En contraposición a esta corriente, se ha creado una asociación registrada ante la Unión Europea como grupo de presión (cabildeo) que defiende el dinero en efectivo ya que está integrada por empresas ligadas a la gestión del dinero físico. Entre sus argumentos para promover el dinero en efectivo o dinero en metálico frente al dinero de plástico (tarjetas) o virtual (internet) se encuentra: considerar su anonimato (privacidad), inclusividad (es más democrático ya que todos puedes acceder sin requistios de cuentas bancarias y tarjetas), que no necesita de electricidad para su uso, es seguro ya que no corre riesgo de ciberataques y es más controlable por sus poseedores frente al dinero virtual.